# Apodytes thouvenotii
Apodytes thouvenotii är en tvåhjärtbladig växtart som beskrevs av Paul Auguste Danguy. Apodytes thouvenotii ingår i släktet Apodytes och familjen Icacinaceae. Inga underarter finns listade i Catalogue of Life.